# Albert Hoffa

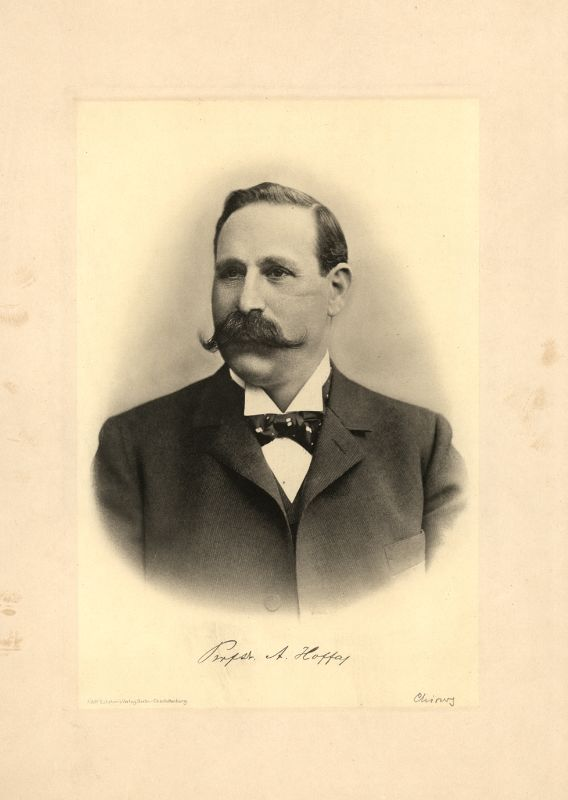
Albert Hoffa, vor 1900

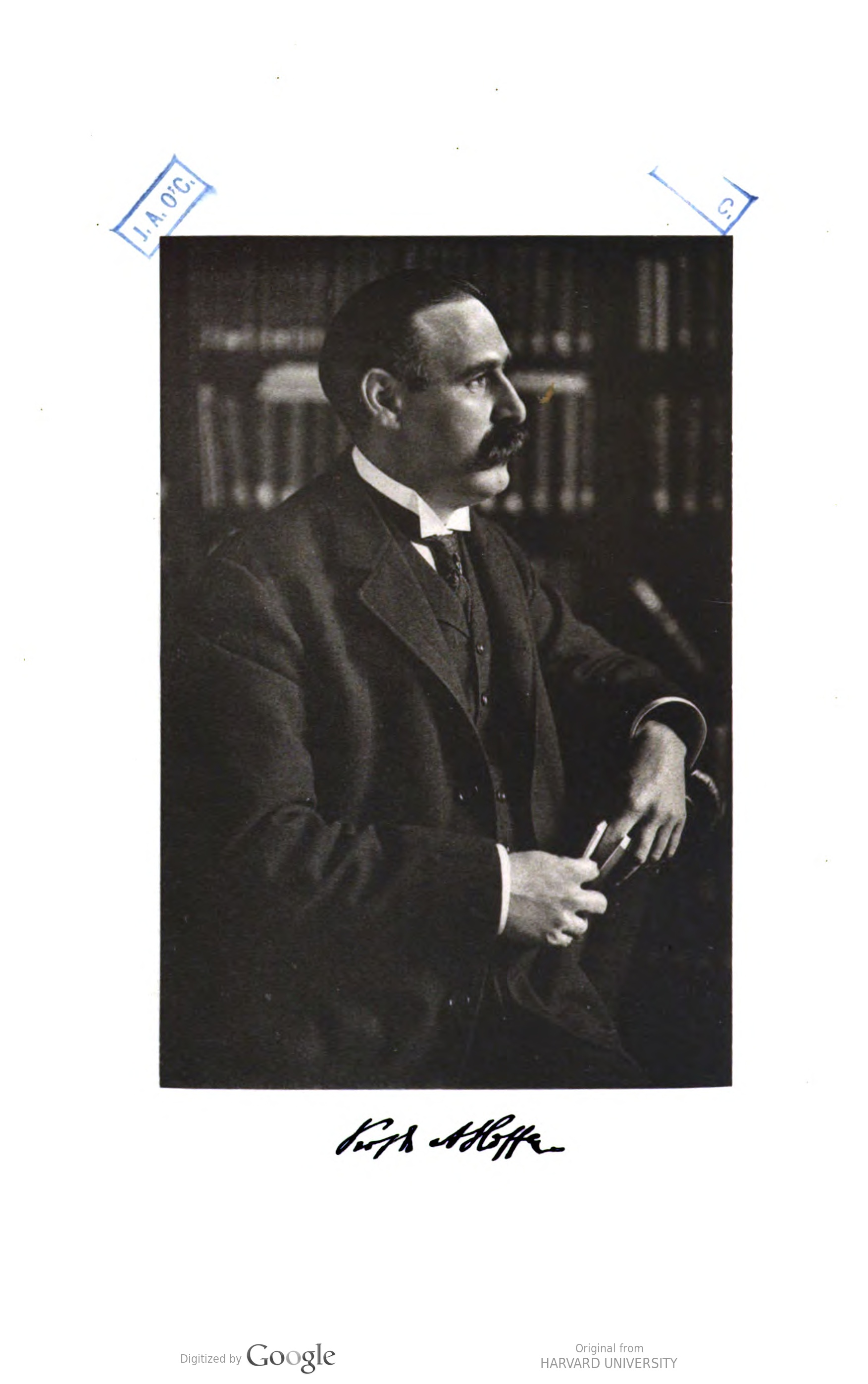
Albert Hoffa

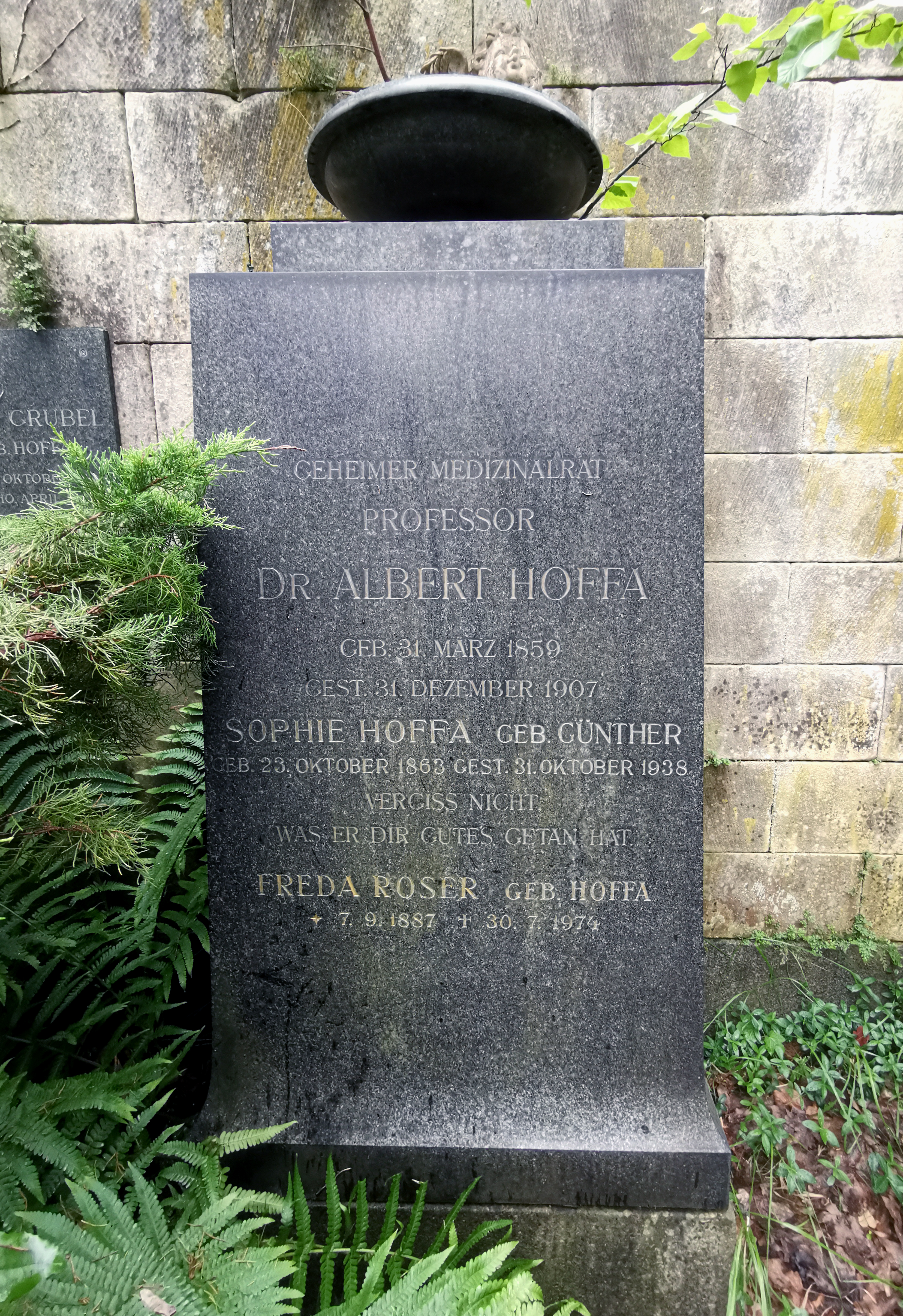
Grabstelle Albert Hoffa (Südmauer)

Albert Hoffa (* 31. März 1859 in Richmond, Kapkolonie (Namakwa/Südafrika); † 31. Dezember 1907 in Köln) war ein deutscher Chirurg und Orthopäde sowie Hochschullehrer in Würzburg und Berlin.

## Leben
Albert Hoffas Vater war Moritz Hoffa, der aus Kassel stammende erste deutsche Arzt in Pretoria. Die Mutter war Mathilde Hoffa, geborene Lelienfeld.
Albert Hoffa kam als Kind nach Deutschland. Nach dem Abitur in Kassel studierte Hoffa Medizin an der Philipps-Universität Marburg. 1879 wurde er im Corps Hasso-Nassovia aktiv. Als Inaktiver wechselte er an die Albert-Ludwigs-Universität Freiburg, die ihn 1883 zum Dr. med. promovierte.

### Würzburg
Mit Hermann Maas ging er 1883 von Freiburg als dessen Assistent an die Julius-Maximilians-Universität Würzburg. Am Juliusspital, wo er chirurgisch arbeitete, habilitierte er sich 1886 für Chirurgie. Im Sommer desselben Jahres vertrat er den erkrankten Maas als Oberwundarzt, kurz bevor dieser am 23. Juli starb und Hoffas neuer Chef Karl Schönborn wurde. Im Jahr 1892 gründete er die Zeitschrift für orthopädische Chirurgie, deren Herausgeber er bis zu seinem Tod war. 1893 heiratete er Sophie Günther (1867–1938). Seit 1895 außerplanmäßiger Professor, lehrte er Orthopädie und gründete 1887 mit Ernst Bumm in Würzburg eine Privatklinik für Orthopädie, Heilgymnastik und Massage. Er betrieb die Eigenständigkeit der Orthopädie und gehörte 1901 zu den Gründern der Deutschen Gesellschaft für Orthopädische Chirurgie.
Sein 1891 erstmals erschienenes Lehrbuch der orthopädischen Chirurgie ist eine Zusammenfassung der damaligen Möglichkeiten konservativer und operativer Behandlungsverfahren der Orthopädie.
Zu seinen Schülern gehörten unter anderem Hermann Gocht, August Blencke, Hans Spitzy, Alfred Schanz, Gustav Drehmann und Gustav Albert Wollenberg.

### Berlin
Die Friedrich-Wilhelms-Universität zu Berlin berief ihn 1902 als außerordentlichen Professor und Direktor der Universitätspoliklinik für Orthopädische Chirurgie. Hoffa forcierte die operative Akzentuierung der Orthopädie, nahm aber zugleich die Technische Orthopädie und die Physiotherapie in ärztliche Verantwortung. Ihm gelang die erste offene Reposition einer angeborenen Hüftluxation. Er erweiterte die orthopädische Ausbildung um neurologische, radiologische und internistische Inhalte. Im Anhang seines weltberühmten Lehrbuchs der orthopädischen Chirurgie (1905) erschien die erste orthopädische Bibliographie, die er mit August Blencke erstellt hatte.

### Tod
Albert Hoffa litt bereits seit etwa zehn Jahren an Diabetes und einem Herzleiden, als sich während einer an Weihnachten 1907 aus beruflichen Gründen nach Antwerpen unternommenen Reise schwere Herzbeschwerden einstellten, die ihn zur Bettruhe zwangen. Die dennoch angetretene Rückreise musste er in Köln unterbrechen und sich schließlich ins dortige Augusta-Hospital einweisen lassen, wo Geheimrat Hoffa am Silvesterabend im Alter von 48 Jahren starb. Bei der Obduktion wurde Atherosklerose der Herzkranzgefäße festgestellt. Beigesetzt wurde Albert Hoffa am 4. Januar 1908 auf dem Kaiser-Wilhelm-Gedächtnis-Friedhof in Charlottenburg (heutiger Ortsteil Berlin-Westend). Das Grab ist erhalten.
Seine Ehefrau überlebte ihn um mehr als 30 Jahre. Von seinen fünf Töchtern wurde Elisabeth Hoffa ebenfalls Ärztin.

## Soziale Medizin
Hoffa erkannte die sozialmedizinischen Probleme bei Behinderungen. Er initiierte die erste umfassende Statistik aller krüppelhaften Kinder (1906) und warb für die fachärztliche Überwachung von Schul- und Berufsausbildung. Zum Zweck der Fürsorge setzte er die Gründung entsprechender Spezialanstalten durch. Die Kinderheime in Bad Sodenthal und Groß-Lichterfelde, das Cäcilienheim für Knochen- und Gelenktuberkulose in Hohenlychen, die Berlin-Brandenburgische Krüppelerziehungsanstalt als Vorgängerin des Oskar-Helene-Heims und das Humboldt-Sanatorium auf Teneriffa verdankten ihm die Errichtung.

## Schriften (Auswahl)
- Lehrbuch der orthopädischen Chirurgie. Ferdinand Enke, Stuttgart 1891; 5. Auflage ebenda 1905. Übersetzt in viele Sprachen.
- Die ambulante Behandlung der tuberkulösen Hüftgelenkentzündung mittels portativer Apparate. Lipsius & Fischer 1893.
- mit August Blencke: Die orthopädische Literatur. Ferdinand Enke, Stuttgart 1905. Zugleich Anhang zu A. Hoffa: Lehrbuch der othopädischen Chirurgie.
- Über Krüppelelend und Krüppelfürsorge, 1906.
- Technik der Massage (1893), gewidmet seinem Onkel Friedrich Hoffa; 2. Auflage 1897; 3. Auflage 1900; 4. Auflage 1903; 5., verbesserte Auflage. Verlag von Ferdinand Enke, Stuttgart 1907; 9. Auflage mit Hermann Gocht und Hans Storck (1937)
- Atlas und Grundriss der Verbandlehre (1900) 3. Auflage, 1904 – Internet Archive
- Lehrbuch der Fracturen und Luxationen für Ärzte und Studierende. Enke, Stuttgart 1887/1888; 4., vermehrte und verbesserte Auflage (unter dem Titel Lehrbuch der Frakturen und Luxationen für Aerzte und Studierende) ebenda 1906.
- Die Nachbehandlung der nach abgelaufener Coxitis zurückgebliebenen Deformitäten. Breitkopf & Härtel, Leipzig 1896.
- Die moderne Behandlung der angeborenen Hüftgelenksverrenkung. Seitz & Schauer, München 1898.
- Die neueren Forschungen über Pathologie und Therapie der Silikose, 1898.
- Die chronisch ankylosirende Entzündung der Wirbelsäule (Strümpell). Breitkopf & Härtel, Leipzig 1899.
- Die Osteotomie bei der Behandlung der Hüftgelenksdeformitäten. A. Stuber's Verlag (C. Kabitzsch), Würzburg 1899.
- Die moderne Behandlung des Klumpfusses. Seitz & Schauer, München 1899.
- Die moderne Behandlung der Spondylitis. Seitz & Schauer, München 1900.
- Die Orthopädie im Dienste der Nervenheilkunde, 1900.
- Die Prophylaxe in der Chirurgie. Seitz & Schauer, München 1900.
- als Hrsg. mit Ludwig Rauenbusch: Atlas der orthopädischen Chirurgie in Röntgenbildern. Enke, Stuttgart 1906.
- Operationen am Skelettsystem. In: Georg Joachimsthal: Handbuch der orthopädischen Chirurgie I, 1905/07.
- Vorwort. In: Martin Haudek: Grundriss der orthopädischen Chirurgie für praktische Ärzte und Studierende. Ferdinand Enke, Stuttgart 1906.
- mit Gustav Albert Wollenberg: Arthritis deformans und sogenannter chronischer Gelenkrheumatismus; eine röntgologische und anatomische Studie. Enke, Stuttgart 1908.

## Ehrungen
- Geheimer Medizinalrat[1][8]
- Büste im Kurpark von Soden
- Albert Hoffa-Preis der Norddeutschen Orthopädenvereinigung[13]
- Albert Hoffa-Straße in Frauenland